# Петі-Роше
Петі-Роше (англ. Petit-Rocher) — село в Канаді, у провінції Нью-Брансвік, у складі графства Глостер.

## Населення
За даними перепису 2016 року, село нараховувало 1897 осіб, показавши скорочення на 0,6%, порівняно з 2011-м роком. Середня густина населення становила 419,7 осіб/км².
З офіційних мов обидвома одночасно володіли 1 300 жителів, тільки англійською — 50, тільки французькою — 505. Усього 15 осіб вважали рідною мовою не одну з офіційних.
Працездатне населення становило 54,8% усього населення, рівень безробіття — 8%.
Середній дохід на особу становив $34 301 (медіана $27 920), при цьому для чоловіків — $42 460, а для жінок $26 131 (медіани — $35 200 та $21 568 відповідно).
20% мешканців мали закінчену шкільну освіту, не мали закінченої шкільної освіти — 31,3%, 49,1% мали післяшкільну освіту, з яких 21% мали диплом бакалавра, або вищий.
| Статево-вікова структура населення | Статево-вікова структура населення | Статево-вікова структура населення | Статево-вікова структура населення | Статево-вікова структура населення |
| ---------------------------------- | ---------------------------------- | ---------------------------------- | ---------------------------------- | ---------------------------------- |
|                                    |                                    |                                    |                                    |                                    |
| Всього                             | Всього                             | 47,6%52,4%                         |                                    |                                    |
| 0 — 14 років                       | 0 — 14 років                       |                                    | 9,7%                               | 9,7%                               |
| 15 — 64 років                      | 15 — 64 років                      |                                    | 61,6%                              | 61,6%                              |
| 65 і більше                        | 65 і більше                        |                                    | 28,7%                              | 28,7%                              |
| 85 і більше                        | 85 і більше                        |                                    | 2,6%                               | 2,6%                               |
| Середній вік (років)               | Середній вік (років)               | 48,350,3                           | 49,3                               | 49,3                               |
| Медіана (років)                    | Медіана (років)                    | 52,955,0                           | 53,7                               | 53,7                               |
| — чоловіки — жінки                 |                                    |                                    |                                    |                                    |

| Походження мешканців:     | Походження мешканців:     | Походження мешканців: | Походження мешканців: | Походження мешканців: |
| ------------------------- | ------------------------- | --------------------- | --------------------- | --------------------- |
| Походження                |                           |                       | осіб                  | %                     |
| Корінні американці        | Корінні американці        |                       | 100                   | 5.51%                 |
| Інше північноамериканське | Інше північноамериканське |                       | 1 515                 | 83.47%                |
| Європейське               | Європейське               |                       | 560                   | 30.85%                |
| британське                | британське                |                       | 125                   | 6.89%                 |
| французьке                | французьке                |                       | 450                   | 24.79%                |

## Клімат
Середня річна температура становить 4°C, середня максимальна – 21,8°C, а середня мінімальна – -16,7°C. Середня річна кількість опадів – 1 042 мм.
| Клімат поселення                              | Клімат поселення | Клімат поселення | Клімат поселення | Клімат поселення | Клімат поселення | Клімат поселення | Клімат поселення | Клімат поселення | Клімат поселення | Клімат поселення | Клімат поселення | Клімат поселення | Клімат поселення |
| Показник                                      | Січ.             | Лют.             | Бер.             | Квіт.            | Трав.            | Черв.            | Лип.             | Серп.            | Вер.             | Жовт.            | Лист.            | Груд.            |                  |
| Середній максимум, °C                         | −5,31            | −4,06            | 1,30             | 7,58             | 14,16            | 19,98            | 21,76            | 21,30            | 16,14            | 10,28            | 4,25             | −3,3             |                  |
| Середня температура, °C                       | −11,01           | −9,77            | −4,4             | 1,88             | 8,45             | 14,27            | 18,06            | 17,61            | 12,43            | 6,57             | 0,54             | −7               |                  |
| Середній мінімум, °C                          | −16,71           | −15,48           | −10,1            | −3,83            | 2,75             | 8,58             | 14,36            | 13,90            | 8,73             | 2,86             | −3,17            | −10,7            |                  |
| Норма опадів, мм                              | 85               | 63               | 76               | 77               | 90               | 87               | 100              | 103              | 80               | 95               | 95               | 91               |                  |
| Середньомісячна швидкість вітру, м/с          | 4.75             | 4.67             | 4.58             | 4.33             | 4.04             | 3.73             | 3.35             | 3.43             | 3.73             | 4.22             | 4.45             | 4.70             |                  |
| Середньомісячна сонячна радіація, кДж/м²·день | 5007             | 8443             | 12371            | 15596            | 18443            | 20275            | 19649            | 17265            | 12616            | 7846             | 4640             | 3670             |                  |
| --------------------------------------------- | ---------------- | ---------------- | ---------------- | ---------------- | ---------------- | ---------------- | ---------------- | ---------------- | ---------------- | ---------------- | ---------------- | ---------------- | ---------------- |
| Джерело:                                      |                  |                  |                  |                  |                  |                  |                  |                  |                  |                  |                  |                  |                  |